# Stenorhopalus gracilipes
Stenorhopalus gracilipes là một loài bọ cánh cứng trong họ Cerambycidae.